# Sly Cooper: Thieves in Time
Sly Cooper: Thieves in Time er et spil fra 2013, det fjerde spil i Sly Cooper-spilserien. Spillet blev udgivet på PlayStation 3 Til trods for at de tre første spil blev udviklet af Sucker Punch Productions, blev dette spil udviklet af Sanzaru Games. 

## Gameplay
Demonstrationer af Sly Cooper: Thieves in Time, viser at spillet bruger de samme game-mechanics som før. Man har en åben verden som man kan udforske, og Glean Eagen fra Sanzaru games udtaler at der vil være meget mere at udforske, og at man vil få muligheden for at tage tilbage til tidligere spillede baner, og åbne for nye muligheder og ting at udforske, når man har spillet længere hen i spillet. Flasker med spor i, er også være tilbage igen. Verdenerne i spillet vil efter firmaets udsagn være dobbelt så stort, der vil være mange flere niveauer at bevæge sig rundt på, i forskellige højder. Til hjælp med at finde rundt i spillet, er der også tilføjet et minikort, som hjælper en med at finde rundt. I hver nye bane, vil der være et nyt kostume, og hver af kostumerne vil have deres egne særlige egenskaber og evner. Disse kostumer forklæder ikke blot bæreren for vagter, men åbner også op for nye områder i banerne, og har også specielle egenskaber, såsom samurai dragten, der kan parere ildkugler tilbage mod modstanderen. Udover et nyt kostume for hver bane, vil man også få muligheden for at spille som en af slys forfædre i hver bane, og der vil være en ny i hver bane. Sanzaru games udtaler også at missionerne vil være længere, og der vil være flere af dem. 
Det sikrede hus (nu "skjulestedet") er tilbage, og det er blevet udvidet, så man kan man skifte mellem karakteren i det sikrede hus, og der er en væg, hvor skattene man har stjålet vil kunne ses, og der vil også være lidt baggrundshistorie til hver af dem. Man kan også se på de kostumer man har indsamlet, og læse deres baggrundsviden og historie om hver af dem. Nye ting blev tilføjet til Bentleys kørestol og alle karaktererene er blev mere karakteriserende, mere detaljeret udseende. Spillet vil også have store hektiske boss-kampe og spændene gåder. Spillet kan også spilles i 3D.

## Handling
Spillet følger op på, hvor Sly 3: Honor Among Thieves. Siderne i Thievius Raccoonus forsvinder lige foran Bentleys øjne, så Bentley samler banden igen, for at tage på en rejse i tiden med hans nyopfundene tidsmaskine, for at redde Cooper familien, og dens arv fra at blive slettet helt. 
| Nr.    | Engelsk titel           | Dansk titel                  | Boss                        | Sted                                          |   | År                  |
| ------ | ----------------------- | ---------------------------- | --------------------------- | --------------------------------------------- | - | ------------------- |
| Prolog | Paris Prologue          | Paris Prolog                 | Ingen                       | Paris, Frankrig                               | 1 | Nutiden, 2006 e.kr. |
| 1      | Turning Japanese        | Japaniseret                  | El Jefe                     | En landsby i det feudale Japan                | 8 | 1603 e.kr.          |
| 2      | Go West Young Raccoon   | Gå mod vest, unge vaskebjørn | Toothpick                   | Cotton Mouth Bluff, Det gamle vesten          | 8 | 1884 e.kr.          |
| 3      | Clan of the Cave Raccon | Hulevaskebjørnens klan       | Gråbjørnen Bjørn            | Gungathal-dalen, det forhistoriske Australien | 8 | 10.000 f.kr.        |
| 4      | Of Mice and Mechs       | Mus og mænd                  | Den Sorte Ridder / Penelope | Engelsk by, England i middelalderen           | 9 | 1301 e.kr.          |
| 5      | 40 Thieves              | Fyrre tyve                   | Frøken Decibel              | Det gamle Arabien                             | 7 | 1001 e.kr.          |
| Epilog | Paris Epilogue          | Deja-vu igen                 | Cyrille LeParadox           | Paris, Frankrig                               | 1 | Nutiden, 2006 e.kr. |

## Stemmeskuespillere
| - Kevin Miller som Sly Cooper - Matt Olsen som Bentley - Chris Murphy som Murray - Grey Griffin som Politiassistent Carmelita Montoya Fox - Steve Blum som Rioichi Cooper - Sam Riegel som Tennessee "Kid" Cooper - Patrick Seltz som Hulemanden Bob Cooper | - Yuri Lowenthal som Sir Galleth Cooper - Brian George som Salim al-Kupar - David Lodge som Toothpick - Fred Tatasciore som / Gråbjørnen Bjørn - Annette Toutonghi som Penelope / Den Sorte Ridder - Eliza Jane Schneider som Miss Decible - Nolan North som Cyrille Le Paradox og El Jefe |

### Danske stemmer
| - Christian Damsgaard som Sly Cooper - Lars Thiesgaard som Murray - Timm Mehrens Bentley - Sofie Lassen-Kahlke som Politiassistent Carmelita Fox | - Peter Zhelder som El Jefe - Julian C. Thiesgaard som Tennesee Kid Cooper - Caspar Phillipson som Sir Galeth Cooper, Redeye[kilde mangler] |

## Udvikling
En teasertrailer som fulgte med i The Sly Collection, blev udgivet sent i 2010 med titlen Sly 4, som mentes at være en angivelse for, at et nyt spil snart vil blive offentliggjort. Spillet blev formelt offentliggjort ved præsentationen ved Electronic Entertainment Expo E3-konventionen i juni 2011.
En ny reklamefilm kunne også ses ved Gamescom 2012, hvor Salim Al-Kupar blev præsenteret som endnu en bekræftet forfader og at nyheden angående udgivelsesdatoen var ændret til februar 2013.
Der blev også udgivet en kortfilm som hedder Sly Cooper: Timing Is Everything. Første del blev udgivet af IGN. Game Informer udgav del 2. og GameSpot udgav del 3. PlayStation udgav hele kortfilmen den 25. januar 2013. Kortfilmen blev lavet af Ghostbot, som også tegnede tegnefilmsekvenserne.